# Zot!
Zot! è una serie a fumetti statunitense ideata e disegnata da Scott McCloud, e pubblicata in lingua originale dalla Eclipse Comics dal 1984 al 1990. È caratterizzata da un tono leggero, quasi da commedia, in forte contrasto con i toni cupi e violenti tipici dell'industria del fumetto dell'epoca. La serie è composta da 36 numeri (i primi 10 a colori e i restanti in bianco e nero) e per la sua realizzazione l'autore ha dichiarato di essersi ispirato ad Astro Boy, personaggio creato da Osamu Tezuka; ciò fa di Zot! uno dei primi fumetti americani influenzati dall'estetica dei manga.

## Personaggi

### Eroi
- Zachary T. Paleozogt, noto come Zot, è un adolescente con capelli biondi e occhi azzurri. Dotato di superpoteri, sul proprio pianeta di origine combatte i nemici dotato di pistola laser.
- Jenny Weaver, una sensibile adolescente che vive sul pianeta Terra.
- Butch, il fratello maggiore di Jenny, è il classico bullo che, quando raggiunge il pianeta di Zot, si trasforma in uno scimpanzé parlante.
- Max, lo zio di Zot, è un artista ed eccentrico inventore che crea i gadget tecnologici con cui Zot combatte il crimine.
- Peabody, il robot-maggiordomo di Zot.
- Woody, l'amico nerd e sensibile di Jenny.
- Terry, amica lesbica di Jenny.
- Ronnie, scrittore ossessionato dai fumetti.
- Brandy, fidanzata di Ronnie.
- George, geniale ma pigro amico di Zot.
- Bob, o Spike, è un nerd violento e sgarbato.
- Elizabeth, sorella di Spike, è calma e stravagante.

### Antieroi
- Bellows, è un inventore infuriato con tutti per il fatto che le sue invenzioni antiquate e inquinanti non vengano più utilizzate.
- 9-Jack-9, assassino a pagamento che può viaggiare attraverso ogni segnale elettrico.
- Dekko (Arthur Dekker), amico di Max divenuto pazzo che ha rimpiazzato alcune parti del suo corpo colpite dal cancro con appendici robotiche.
- I Devos (De-evoluzionisti), una setta convinta del fatto che scendere dagli alberi in epoca primitiva non sia stata una buona scelta per la razza umana. Sono armati di pistole in grado di trasformare le persone in scimmie.
- Zybox, un supercomputer alla ricerca di un'anima.
- Blotch, un gangster/imprenditore con un volto deformato e un unico obiettivo: stare lontano dalla galera.

## Il mondo di Zot
Tramite un portale creato da Max si è generato un collegamento tra la nostra Terra e il mondo di Zot. Quest'ultimo è caratterizzato da una tecnologia retro-futuristica, con reminiscenze della golden age della fantascienza quali automobili volanti, robot, viaggi interplanetari e una popolazione che vive in pace e prosperità. Sul pianeta di Zot il tempo sembra non trascorrere e tutto è fermo all'anno 1965. Tuttavia gli abitanti di quel mondo non se ne rendono conto, mentre Jenny e gli altri personaggi provenienti dalla Terra se ne accorgono. Di fatto, la vera natura del mondo di Zot non è mai chiarita durante il fumetto, anche se è lasciato intendere che sia una copia del pianeta Terra.

## Storia editoriale
Il fumetto ha conosciuto diverse ristampe: la Eclipse Press ha stampato Zot! Book One che raccoglie i primi quattro numeri del fumetto, mentre la Kitchen Sink Press ha pubblicato 3 volumi contenenti i numeri dall'1 al 27.
Nel luglio 2008, la casa editrice Harper Collins ha pubblicato l'intera raccolta in bianco e nero del fumetto (dal numero 11 al 36), che contiene anche vari commenti al testo dell'autore. In Italia, la casa editrice Bao ha riproposto questa ultima pubblicazione in lingua italiana nel 2013.

## Edizioni
- Scott McCloud, Zot!, traduzione di Serena Di Virgilio, Bao, 2013,  p. 575, ISBN 978-88-6543-160-3.

## Premi e riconoscimenti

### Vittorie
- 1985 Jack Kirby Award come Miglior serie nuova originale
- 1985 premio Russ Manning come Opera prima più promettente

### Nomination
- 1988 Harvey Award come miglior disegnatore
- 1988 Eisner Award come Miglior singolo numero per Zot! #14
- 1988 Eisner Award come Miglior serie
- 1988 Eisner Award come Miglior serie in bianco e nero
- 1988 Eisner Award come miglior scrittore/artista
- 1991 Harvey Award come miglior scrittore
- 1991 Harvey Award come Miglior singolo numero per Zot! #33
- 1991 Eisner Award come Miglior serie
- 1991 Eisner Award come Miglior serie in bianco e nero
- 1991 Eisner Award come miglior scrittore
- 1992 Harvey Award come Miglior singolo numero per Zot! #35